# Marek Opioła
Marek Opioła (Warsaw; 24 de Setembro de 1976 — ) é um político da Polónia. Ele foi eleito para a Sejm em 25 de Setembro de 2005 com 5301 votos em 16 no distrito de Płock, candidato pelas listas do partido Prawo i Sprawiedliwość.